# Station Hamburg-Wandsbek
Station Hamburg-Wandsbek (Bahnhof Hamburg-Wandsbek) is een spoorwegstation in het stadsdeel Wandsbek van de Duitse stad Hamburg. Het station ontstond bij de bouw van de spoorlijn Lübeck - Hamburg door de Lübeck-Büchener Eisenbahn, welke geopend is in 1865. 

## Voormalig stationsgebouw
Het driedelige gebouw werd in 1865 geopend. Het een verdieping tellende middengedeelte had oorspronkelijk een puntdak met een uurwerk. Later zijn er twee verdieping tellende delen bijgevoegd, die als ingangs- en uitgangshal diende. Het oostelijke deel werd na oorlogsschade veranderd.
Ondanks de veranderingen in het stucwerk, heeft het bouwwerk met voor zijn tijd klassieke kenmerken een monumentale status. In het gebouw zit tegenwoordig een restaurant genaamd Hofbräu-Wirtshaus Wandsbek. Het perron werd in 2003 vernieuwd en kreeg een nieuwe overkapping, een lift, nieuwe treinaanwijzers en nieuwe verlichting.

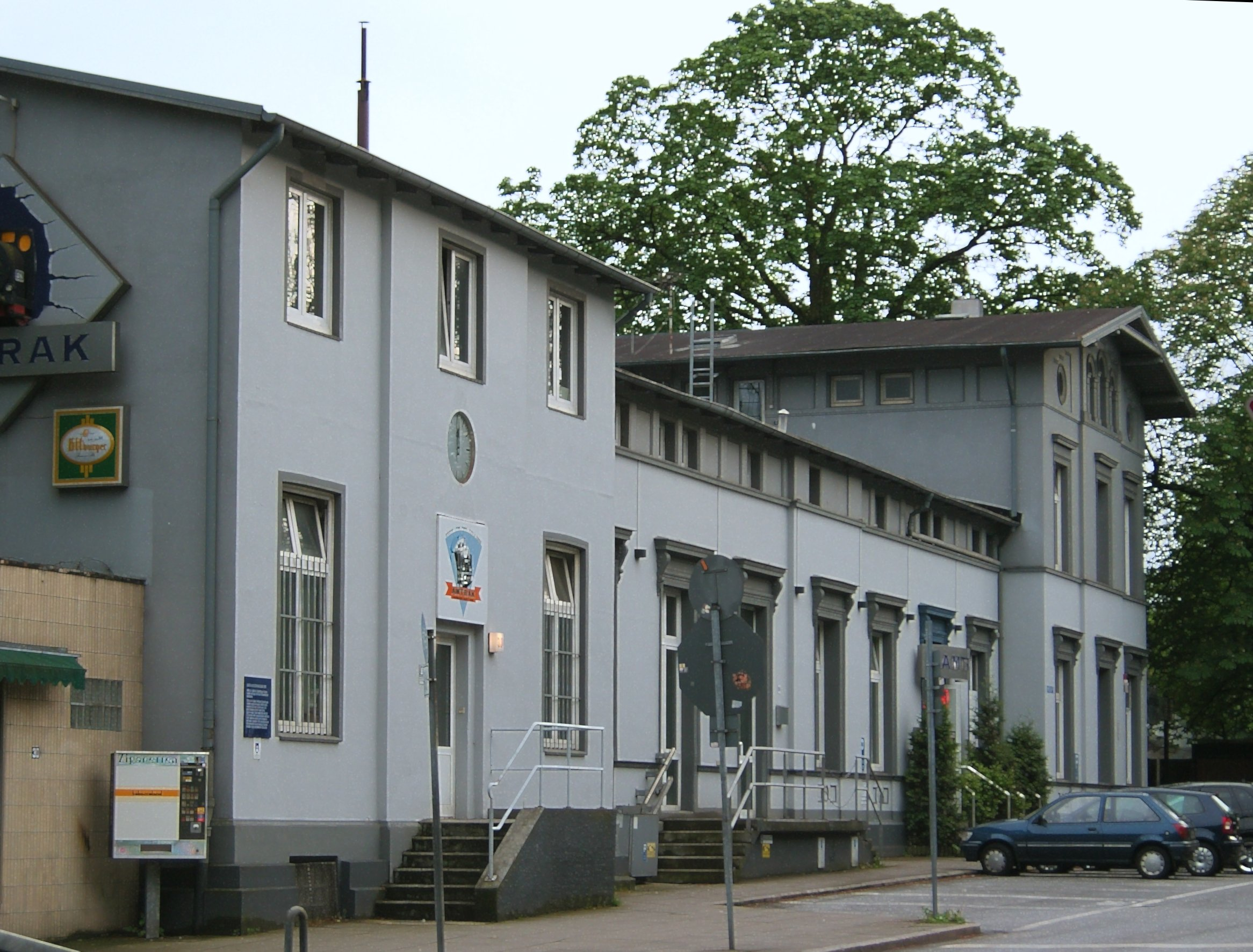
Voormalig stationsgebouw, gezien vanaf de straat. (2006)
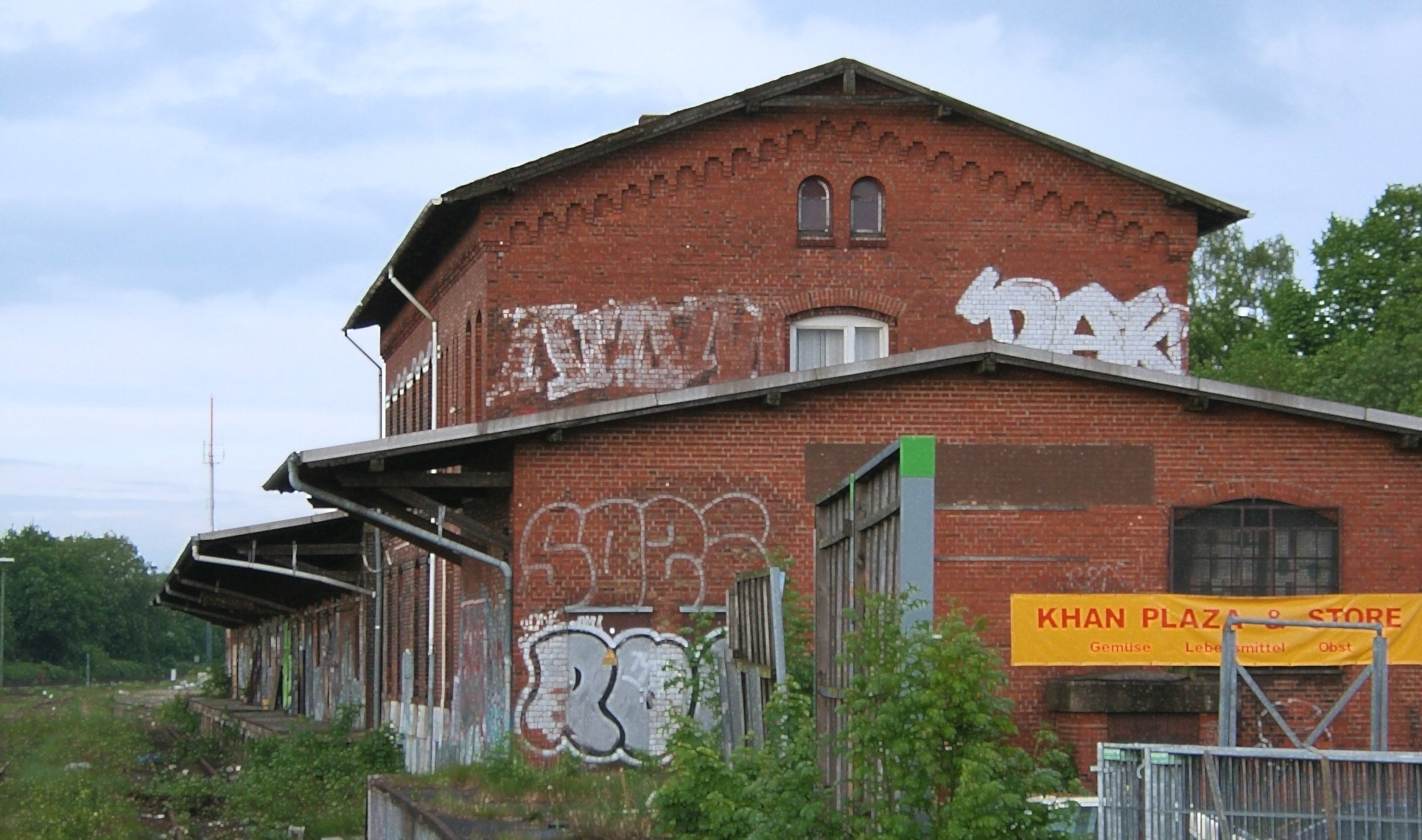
Voormalig goederenloods van het goederenstation Wandsbek. (2006)

## Toekomst
Er is gepland, in kader van de nieuwe S-Bahnlijn S4, het station in 2020 te sluiten. Grond hiervoor is de nieuwbouw van de halte Bovestraße, welke ongeveer 300 meter verder van het huidige station komt ter hoogte van de kruising Bovestraße/Bahngärten. Door deze verplaatsing wordt de overstap op meerdere buslijnen vergemakkelijkt en de weg naar het naastgelegen Asklepios Klinik Wandsbek verkort.

## Verbindingen
De volgende treinserie doet het station Hamburg-Wandsbek aan:
| Serie | Treinsoort                   | Route                                                                    | Bijzonderheden                                                                |
| ----- | ---------------------------- | ------------------------------------------------------------------------ | ----------------------------------------------------------------------------- |
| RB 81 | Regionalbahn (DB Regio Nord) | Hamburg Hbf – Hamburg-Wandsbek – Ahrensburg – Bargteheide – Bad Oldesloe | 2x per uur Hamburg - Bargteheide, 4x per uur in de spits Hamburg - Ahrensburg |

0,0: Lübeck Hbf ·
7,5: Reecke-Niendorf ·
15,8: Reinfeld (Holst) ·
23,9: Bad Oldesloe ·
30,0: Kupfermühle ·
35,4: Bargteheide ·
39,9: Ahrensburg-Gartenholz ·
42,4: Ahrensburg ·
51,0: Hamburg-Rahlstedt Bbf ·
51,7: Hamburg-Rahlstedt ·
54,4: Hamburg-Tonndorf ·
58,2: Hamburg-Wandsbek ·
59,7: Hamburg Hasselbrook ·
62,3: Hamburg Berliner Tor ·
Hamburg Lübecker Bf ·
63,9: Hamburg Hbf